# Alfred Maria Jelínek
Alfred Maria Jelínek, známý též jako Alfa Jelínek (15. března 1884 Jihlava – 24. září 1932 Kolín) byl český právník, hudební skladatel a sbormistr.

## Život
Alfred Maria Jelínek se narodil v Jihlavě, ale od roku 1892 žil v Kolíně. Po maturitě na kolínském gymnáziu vystudoval filozofii a práva na Karlově univerzitě v Praze. Základní hudební vzdělání získal ještě v Kolíně. Pokračoval pak na Pražské konzervatoři v mistrovské třídě Josefa Bohuslava Foerstra.
Pracoval v Kolíně jako advokátní koncipient a učil na kolínské obchodní akademii. Brzy se stal nepostradatelným pro kolínský hudební život. Byl sbormistrem pěveckých sborů Dobromila a Dobroslav. Patřil mezi zakladatele Kolínské filharmonie (vznikla roku 1905) a od roku 1911 až do své náhlé smrti ji řídil. Patřil rovněž mezi zakladatele Městské hudební školy a byl hudebním referentem Kolínských listů.
Zemřel náhle v roce 1932 na pražském předměstí Kolína u vodárny. Na místě jeho skonu byl postaven kamenný památník a jeho jménem je pojmenována i ulice.

## Dílo

### Orchestrální skladby
- Suita (1937)
- Tyrtaeus (symfonická báseň, 1907)
- O lásce (symfonická báseň, 1907)
- Pohádka i víle jabloni (symfonická báseň, 1910)
- Legenda o Pánu Ježíši (symfonická báseň, 1910)
- Semiramis (symfonická báseň, 1910)
- Symfonie verna (1911)
- 2. symfonie (1916)

### Opera
- Furia (1899), libreto podle hry Henrika Ibsena Catilina z roku 1850 napsal R. Řezáč, [2]

### Melodramy
- Borovice (podle Julia Zeyera, 1905)
- Balada o šípu (text Jaroslav Vrchlický, 1906)
- Záhořovo lože (text Karel Jaromír Erben, 1906)
- Svatební košile (text Karel Jaromír Erben, 1906)
- Pohádka o Merlínu (1907)
- Norská balada (text Julius Zeyer, 1908)

### Komorní skladby
- Nálady op. 36–39 (klavír, 1909)
- Suita (klavír, 1926)
- Andante cantabile (housle, 1901)
- Sonata pro housle (1926)
- Scherzo pro 4 housle (1906)
- Klavírní trio (1921)
- 1. klavírní kvartet (1913)
- 2. klavírní kvartet (1917)

Komponoval rovněž písně a sbory.